# 赫伯特·希尔
靴拔·米爾頓·希爾三世（1984年10月1日—），生於德國烏姆，美國职业籃球運動員，司職中鋒，他就讀於普洛威頓斯學院。2007年，希爾在僅隨埃里克·默多克和莱恩·戈麦斯後，成為大東聯盟的第三名得分手。希爾在2007年NBA选秀上，以第二輪55位被猶他爵士選中。隨後他被交易到費城76人。但是，他從未參與NBA的賽事，並開始其國外的職業生涯。
2014年12月17日，希爾與巴林的穆哈拉格簽約。2015年3月3日，他與黎巴嫩籃球聯賽的尚普維爾簽約。2015年4月，他與委內瑞拉的圭亞那巨人簽約。2016年12月，希爾與東南亞職業籃球聯賽球隊西貢熱火簽約，以取代受傷的基斯·查理斯。
2017年8月15日，B2聯賽名古屋戰鷹宣布希爾加入球隊。2018年1月18日，名古屋戰鷹宣布與希爾解除合約關係。1月25日，B1聯賽西宮鸛鳥宣布希爾簽下2017-18賽季合約。5月30日，西宮鸛鳥宣布與希爾的合約於5月31日到期。

## 外部連結
- 赫伯特·希尔在fiba.basketball（英语）
- 赫伯特·希尔在NBA（英语）
- 赫伯特·希尔在韓國籃球聯賽（英语）
- 赫伯特·希尔在Basketball-Reference.com（NBA）（英语）
- 赫伯特·希尔在Basketball-Reference.com（NBA G聯盟）（英语）
- 赫伯特·希尔在Sports-Reference.com（NCAA）（英语）
- 赫伯特·希尔在ESPN（NBA）（英语）
- 赫伯特·希尔在Eurobasket.com（球員）（英语）
- 赫伯特·希尔在RealGM（英语）
- 赫伯特·希尔在Proballers（英语）